# Quatre Mouches de velours gris
Série Trilogie animalière
Le Chat à neuf queues
(1971)
Pour plus de détails, voir Fiche technique et Distribution.
Quatre Mouches de velours gris (Quattro mosche di velluto grigio) est un film italo-français de Dario Argento sorti en 1971. Il clôt la Trilogie animalière de Dario Argento : en effet, les trois premiers films de Dario Argento comprennent dans leur titre une référence aux animaux.
Le film met en scène le musicien Roberto Tobias, suivi depuis plusieurs jours par un homme mystérieux, qui décide de le prendre en chasse. Au cours de la dispute qui suit leur rencontre, il le tue accidentellement et un inconnu masqué le prend en photo, l'arme du crime à la main. Cet inconnu va le harceler et le menacer, sans pour autant se livrer à un chantage. Sur les conseils de son ami Dieudonné, dit « Dieu », il engage le détective privé Arrosio.

## Synopsis
Roberto Tobias est batteur dans un groupe de rock. Il est suivi depuis plusieurs jours par un mystérieux individu portant un imperméable sombre. Un soir, après avoir fini de répéter avec le groupe, il décide d'affronter directement son persécuteur. Ils se battent dans un théâtre et le persécuteur sort un poignard, avec lequel Roberto le tue accidentellement.
Le meurtre est photographié par une personne qui, le visage caché par un masque de carnaval enfantin, se trouvait déjà dans la galerie du théâtre. À partir de ce moment, commence à persécuter le batteur. Il fait effraction dans sa maison, lui envoie des photographies du crime et des objets personnels du défunt, y compris sa carte d'identité, sur laquelle on peut lire qu'il s'appelait Carlo Marosi.
Roberto, rongé par la culpabilité et traqué par le maître chanteur, n'en parle ni à ses amis les plus proches ni à sa femme Nina, qui remarque sa nervosité. Le musicien est depuis longtemps en proie à un cauchemar récurrent : la décapitation d'un individu (dont il ignore l'identité) par un bourreau armé d'un cimeterre, sur une place bondée d'Arabie saoudite, un cauchemar qui a commencé après qu'il a entendu un ami parler de cette exécution troublante, quelques jours après le meurtre. Effrayé, il se convainc qu'il est lui-même promis à un tel sort funeste.

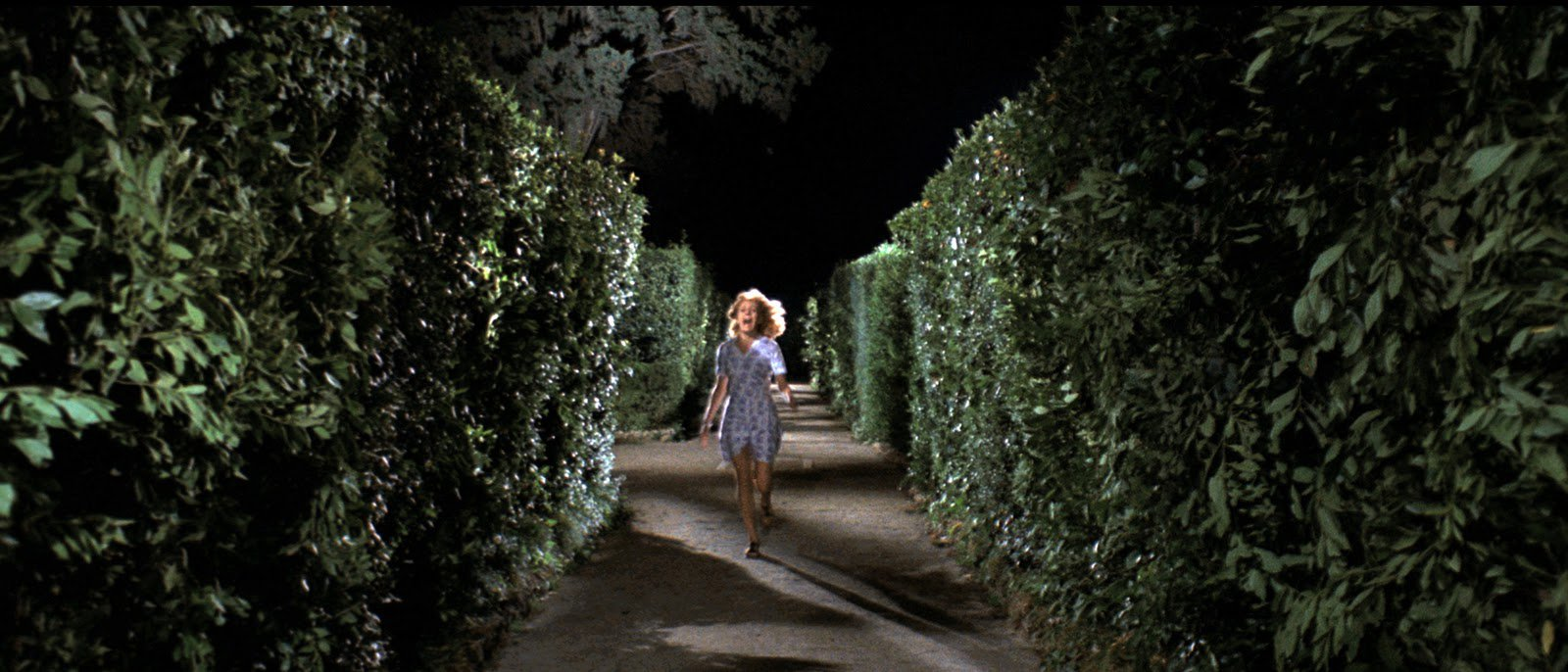
Amelia, la domestique dans une scène du film.

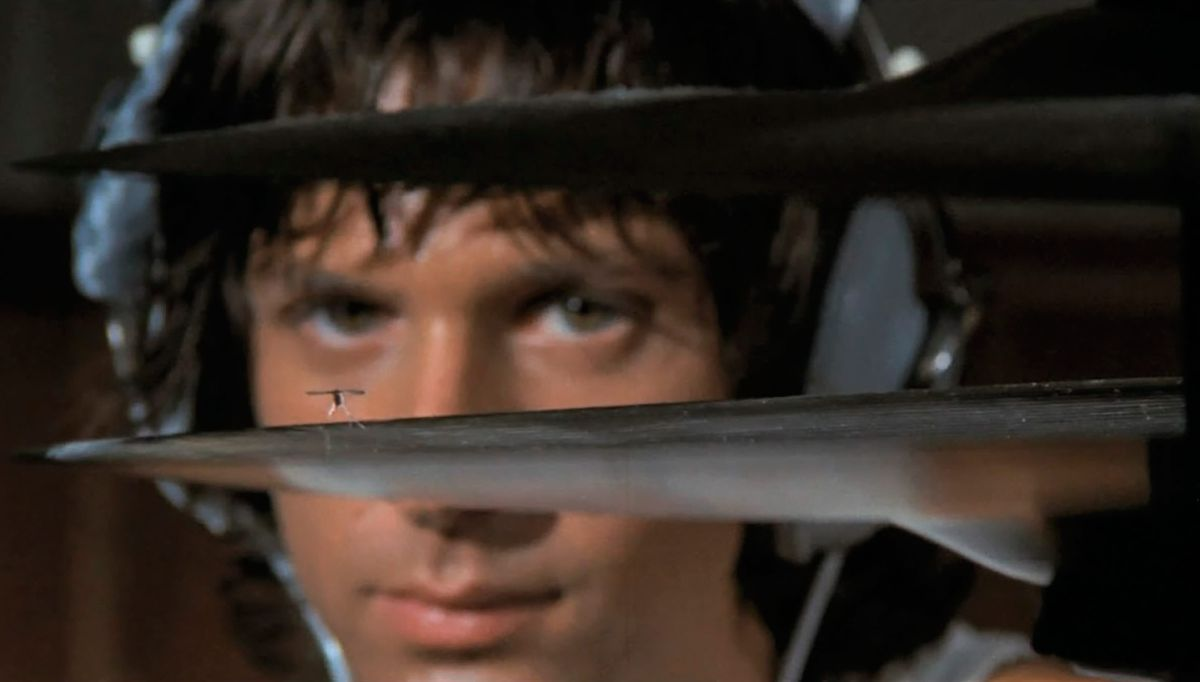
Roberto Tobias (Michael Brandon) dans une scène du film.

Les menaces continuent : Au milieu de la nuit, Roberto est attaqué et menacé par son persécuteur. Ce n'est qu'à ce moment-là qu'il informe sa femme de ce qui vient de lui arriver et du meurtre qu'il a commis. Par la suite, Roberto se tourne vers un de ses amis excentriques qui vit dans une cabane, Dieudonné, surnommé Dieu, qui lui conseille de contacter un détective privé bon marché mais fiable, Gianni Arrosio.
Entre-temps, Amelia, la femme de chambre de Roberto, ayant appris l'identité du persécuteur et l'ayant contacté pour le faire chanter, est tuée dans le parc où elle avait fixé leur rendez-vous. À ce stade, le persécuteur manifeste clairement ses intentions de tuer Roberto : après le meurtre d'Amelia, il lui laisse un mot disant « c'était facile » et lui vole également son chat, que le batteur retrouvera mort plus tard. Il s'avère, entre-temps, que Carlo Marosi, l'homme qui a initialement traqué Roberto, n'est pas réellement mort : le poignard avec lequel il a été frappé était du type de ceux utilisés dans les fictions cinématographiques. Il a accepté de collaborer avec le harceleur pour mettre en scène sa propre fausse mort. Mais après le meurtre de la bonne, il décide de rompre tous les accords, car selon les plans préétablis, personne ne devait mourir pour de vrai. Lorsqu'il le dit au persécuteur de Roberto, il est assassiné à son tour, étranglé avec un fil de fer.
Cependant, Roberto ne cède pas à l'insistance de sa femme pour qu'il quitte la maison avec elle. Après le départ de sa femme, il reste seul avec Dalia, la cousine de sa femme, avec qui il entretient une relation clandestine.
Le détective privé Arrosio est un personnage efféminé et extravagant, avec pas moins de 84 affaires ratées derrière lui depuis le début de sa carrière de détective. Malgré les réticences de Roberto, qui s'est tourné vers lui sur les conseils de Dieudonné après la dernière menace reçue, il se révèle être un limier au nez fin, capable de découvrir l'identité du meurtrier. En analysant certaines photos de famille que lui a fournies Roberto, il apprend un fait remarquable : il découvre que le persécuteur a été enfermé des années auparavant dans un asile en raison d'une grave paranoïa meurtrière provoquée par son père adoptif, qui a cessé après la mort de ce dernier. Le détective Arrosio n'a pas le temps de rapporter cette dernière découverte à Roberto : alors qu'il poursuit le persécuteur dans les couloirs du métro, il est tué par ce dernier dans les WC d'une injection létale à la poitrine après avoir été assommé d'un coup au front. Arrosio meurt néanmoins paisiblement, heureux d'avoir résolu sa première affaire. Puis c'est le tour de Dalia, qui est prise à partie dans la maison de Roberto et poignardée à mort après avoir eu des soupçons sur l'identité de son persécuteur.
La police, incapable d'identifier le coupable, décide de recourir à la technologie moderne : en examinant la rétine de la défunte Dalia, elle pense pouvoir obtenir la dernière image qui y a été imprimée avant la mort et, avec un peu de chance, le visage de l'agresseur. La tentative, techniquement réussie, est cependant vaine, car la seule image confuse qui émerge de la rétine de Dalia est celle de quatre mouches, floues et granuleuses, qui, placées les unes derrière les autres, forment une sorte d'arc.
Face à ce mystère, Dieudonné fournit un pistolet à Roberto, et lui conseille de rentrer chez lui et d'y attendre son agresseur. Par une nuit venteuse, voici la dénouement de l'affaire : la lumière s'éteint et le batteur se prépare à affronter le meurtrier. C'est alors que sa femme Nina entre dans la maison à l'improviste et tente de le convaincre de partir avec elle. Roberto refuse, lui intimant l'ordre de prendre la voiture et de partir. Alors qu'il pousse Nina hors de la maison, Roberto remarque que le pendentif qui dépasse accidentellement de son chemisier symbolise une mouche. La dernière image que Dalia a vue est donc le pendentif de Nina qui se balançait : le persécuteur meurtrier serait donc sa propre femme.
Nina, profitant de l'étonnement de son mari, lui arrache l'arme et après l'avoir blessé au bras, explique à Roberto vouloir le tuer pour se venger de son père, auquel il ressemble étrangement. Nina raconte que son père, voulant un fils à tout prix, l'avait fait souffrir en la battant, en l'obligeant à s'habiller en homme et en la mortifiant. Aveuglée par la folie et la rage, elle avait dû séjourner dans un hôpital psychiatrique pendant trois ans. Elle comptait tuer son père en représailles mais celui-ci mourut avant qu'elle ne quitte l'établissement. A sa sortie, elle se mit à la recherche d'une personne ressemblant à son père afin d'assouvir sa vengeance, et elle trouva en Roberto le sosie idéal. Alors que Nina termine son histoire et s'apprête à achever Roberto, l'arrivée de Dieudonné la pousse à prendre la fuite en voiture. Engagée de nuit sur la route à vive allure, Nina jette un coup d'œil en arrière pour s'assurer qu'elle n'est pas suivie. C'est alors qu'un camion lui coupe la route et la collision a pour effet de décapiter net la conductrice. Roberto se rend alors compte que le condamné décapité dans son cauchemar récurrent était Nina elle-même.

## Fiche technique
Sauf indication contraire, les informations mentionnées dans cette section peuvent être confirmées par la base de données cinématographiques Unifrance,  présente dans la section « Liens externes ».
- Titre français : Quatre Mouches de velours gris
- Titre original : Quattro mosche di velluto grigio
- Réalisation : Dario Argento
- Scénario : Dario Argento
- Histoire originale : Dario Argento, Luigi Cozzi et Mario Foglietti
- Photographie : Franco Di Giacomo, assisté de Giuseppe Lanci (cadrage)
- Montage : Françoise Bonnot
- Musique : Ennio Morricone, avec au chant Edda Dell'Orso
- Effets spéciaux :	Cataldo Galliano
- Costumes et décors : Enrico Sabatini
- Maquillage : Paolo Borselli, Giuliano Laurenti (it)
- Directeur de production : Angelo Jacomo
- Production : Salvatore Argento, Christian Ferry, Claude Perrier
- Societe de production : Universal Production France (Paris), Seda Spetacolli (Rome)
- Pays de production :  Italie,  France
- Langue originale : italien
- Genre : giallo
- Durée : 104 minutes
- Format : couleur par Technicolor - 2,35:1 - Son mono - 35 mm
- Sortie : 
  - Italie : 17 décembre 1971
  - France : 21 juin 1973
- Classification :
  - France : interdit aux moins de 12 ans
- Affiche : Jacques Vaissier (France)

## Distribution

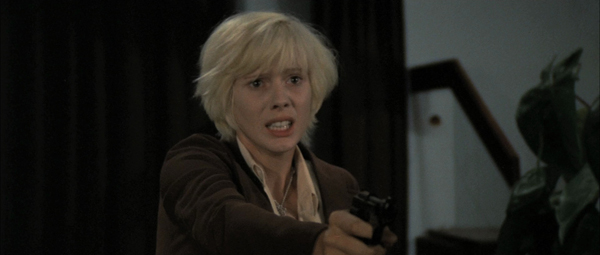
L'actrice franco-américaine Mimsy Farmer incarne Nina Tobias, l'épouse de Roberto.

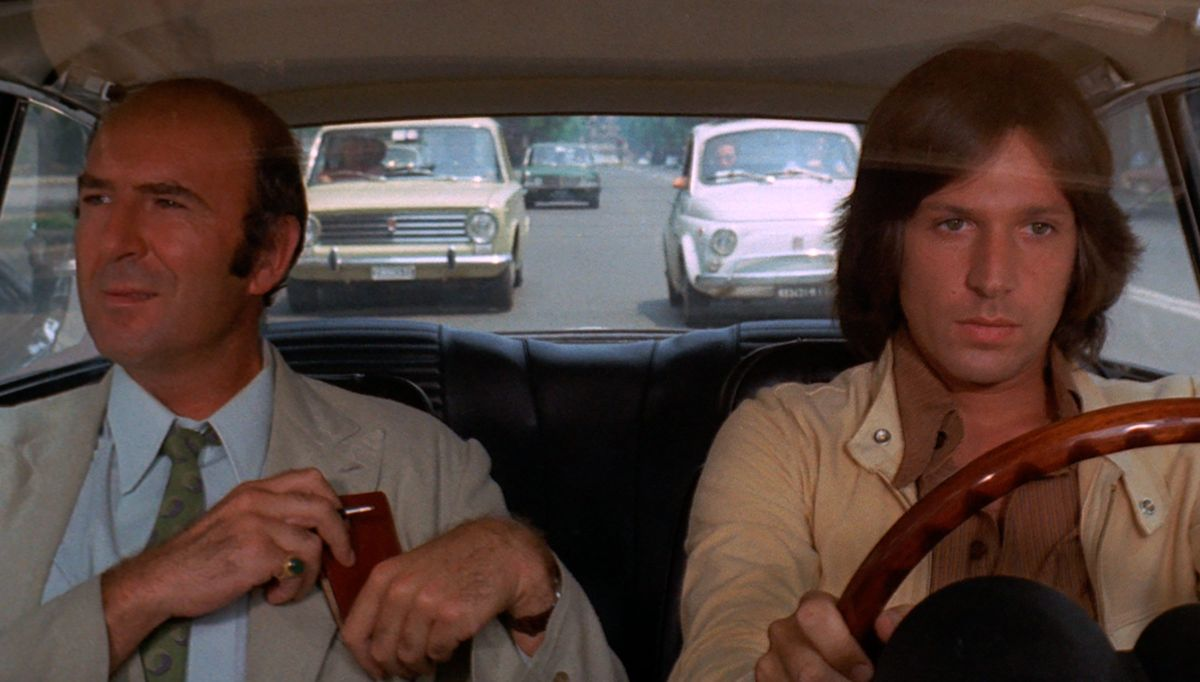
Jean-Pierre Marielle (Gianni Arrosio) et Michael Brandon (Roberto Tobias).

- Michael Brandon (VF : Bernard Murat) : Roberto Tobias
- Mimsy Farmer (VF : Perrette Pradier) : Nina Tobias, l'épouse de Roberto
- Bud Spencer (VF : René Arrieu) : Dieudonné, dit « Dieu » (Diomede, dit « Dio » en VO)
- Jean-Pierre Marielle (VF : Lui-même) : le détective privé Gianni Arrosio
- Francine Racette (VF : Elle-même) : Dalia
- Stefano Satta Flores (VF : Gérard Hernandez) : Andrea
- Calisto Calisti (it) (VF : Georges Atlas) : Carlo Marosi, l'homme tué par Roberto
- Aldo Bufi Landi (VF : Claude Joseph) : le médecin
- Marisa Fabbri (it) : Amelia, la domestique
- Oreste Lionello (VF : Henri Labussière) : le professeur
- Laura Troschel (VF : Lily Baron) : Maria Pia
- Fabrizio Moroni (VF : Yves-Marie Maurin) : Mirko
- Fulvio Mingozzi (VF : Jean-Pierre Dorat) : le directeur du studio musical
- Tom Felleghy : l'agent de police
- Guerrino Crivello (it) : Rambaldi, le voisin boiteux
- Jacques Stany (VF : Dominique Paturel) : le psychiatre
- Gildo di Marco (VF : Philippe Dumat) : le facteur
- Dante Cleri (VF : Roland Ménard) : le barman / le démonstrateur en cercueil
- Corrado Olmi (VF : Jacques Dynam) : le concierge
- Stefano Oppedisano (VF : Jacques Chevalier) : le passant barbu
- Pino Patti (it) : le gardien du salon funéraire
- Renzo Marignano (it) : le fossoyeur

## Production
Le film contient un certain nombre de références autobiographiques dans sa description du ménage de Roberto et Nina. Michael Brandon lui-même a été choisi par le réalisateur d'après sa prestation dans Lune de miel aux orties (1970) parce qu'il lui ressemblait vaguement. De même que Mimsy Farmer a été choisie d'après sa prestation dans More (1969) car elle ressemblait à l'ex-femme du réalisateur romain ; elle tient le rôle de la femme du protagoniste après qu'il a brusquement rejeté d'autres actrices candidates au rôle de Nina Tobias.
Le personnage de Diomède, interprété par Bud Spencer, figure à l'origine dans le roman de Fredric Brown, La Belle et la Bête, dont s'est inspiré le premier film d'Argento, L'Oiseau au plumage de cristal. Les mains du tueur sont celles de Luigi Cozzi.
Le ressort final du film utilise le principe de l'optogramme, croyance en vogue au dix-neuvième siècle, selon laquelle l'œil d'un mort conserve sur sa rétine la dernière image enregistrée, et donc celle de son meurtrier. La magistrale séquence finale du film, tournée à 18 000 images par seconde, est une idée suggérée à Argento par le directeur de production Angelo Jacono.

### Lieux de tournage
- La scène dans laquelle Roberto, Nina et la famille se trouvent à la morgue près du corps sans vie de Dalia est tournée à l'intérieur du Palazzo dei Ricevimenti e dei Congressi, un bâtiment du quartier EUR de Rome ;
- La maison de Roberto se trouve, dans l'histoire du film, sur la Via Fritz Lang, un hommage au maître du cinéma expressionniste allemand, mais en réalité il s'agit du Viale dell'Esperanto dans le quartier de l'EUR de Rome, près de la PalaLottomatica, une rue qui est restée pratiquement inchangée. À une courte distance de l'endroit où, onze ans plus tard, Dario Argento tournera certaines scènes romaines de Ténèbres[2] ;
- Le bureau d'Arrosio est situé dans la Galleria Subalpina de Turin, à deux pas de la Piazza Castello et de la Via Po (it) ; son meurtre a lieu dans les toilettes publiques du métro de Milan (ligne 1 - rouge). Dans la fiction, l'arrêt est Lotto, mais en réalité, la station où le film a été tourné est Duomo ; dans une séquence où les passagers descendent du wagon, on peut lire le vrai nom de la gare sur le mur du fond. Les toilettes dans le souterrain ne correspondaient aux vraies que pour l'extérieur (en interne, en fait, les toilettes publiques ont été entièrement reconstruites dans un studio à Rome)[3] ;
- Le parc où la femme de chambre de Roberto est tuée est celui de la Villa d'Este, à Tivoli[3] ;
- L'intérieur dans lequel se déroule la fausse mort de Carlo Marosi est le Teatro Nuovo de Spoleto, mais la façade est celle du Conservatorio Giuseppe Verdi de Turin[3] ;
- La cabane qui sert de maison au clochard Diomède joué par Bud Spencer était située sur le Tibre, près du pont Marconi[3] ;
- La scène où l'on voit Carlo Marosi suivre Roberto Tobias, tandis qu'un garçon qui passe jette des confettis sur ses lunettes, a été tournée au jardin public Lamarmora, Via Cernaia, à Turin[3] ;
- Dans le final, la rencontre entre Andrea et Maria Pia a lieu devant la fontaine de la Piazza dei Quiriti à Rome[3] ;
- La mosquée qui sert de toile de fond au cauchemar est la grande mosquée de Kairouan en Tunisie[3] ;

### Bande originale
Selon les souvenirs de Claudio Simonetti, Dario Argento, grand amateur de rock, avait initialement envisagé Deep Purple pour composer la bande originale. Le groupe avait déjà commencé à écrire certaines chansons, lorsque le projet est tombé à l'eau en raison de la loi italienne, qui ne permettait pas le financement public de la production d'un film si des artistes étrangers étaient impliqués. Finalement, Argento a décidé de se tourner vers Ennio Morricone, déjà célèbre à l'époque pour la musique qu'il a composée pour les films de Sergio Leone et avec qui il avait déjà collaboré de manière fructueuse sur L'Oiseau au plumage de cristal et Le Chat à neuf queues. Le chant est assuré par Edda Dell'Orso. Cependant, à la suite de désaccords survenus au cours de la production, Dario Argento et Morricone ne travailleront plus ensemble jusqu'au film Le Syndrome de Stendhal en 1996.

## Exploitation
Le film sort le 17 décembre 1971 en Italie. Le film est un bon succès, enregistrant 5,5 millions d'entrées pour 2,2 milliards de lires de recettes, ce qui le place 12e du box-office Italie 1971-1972. En France, le film sorti le 21 juin 1973 enregistre 28 495 entrées, ce qui est un résultat bien médiocre même comparé aux deux premiers volets de la trilogie animalière qui avaient enregistré respectivement 101 728 entrées pour L'Oiseau au plumage de cristal et 78 421 entrées pour Le Chat à neuf queues. En Espagne, le film bénéficie d'une sortie plus large et d'un nombre d'entrées plus élevé à hauteur de 992 299 spectateurs, même si là aussi les résultats sont plus faibles que pour les deux premiers volets qui dépassaient le million d'entrées.
C'est le seul film d'Argento à ne pas avoir été diffusé pendant longtemps (de 1992 à 2008) par les chaînes de télévision italiennes et à ne pas être sorti sur le marché italien de la vidéo amateur avant 2009, ni en VHS ni en DVD pour des raisons de droits d'auteur. Bien que d'hypothétiques sorties vidéo aient été annoncées en 1999, au second semestre 2000 et en 2003, et que les sociétés Filmauro d'Aurelio De Laurentiis et Dragon Entertainment aient toutes deux manifesté leur intérêt, la première sortie en DVD remonte à février 2009.
Les droits du film pour l'Italie étaient détenus par Cinema International Corporation, la branche européenne de la société américaine Paramount Pictures. Le contrat de distribution conclu en 1971 a expiré le 31 décembre 1991 sans que personne ait trouvé un nouveau distributeur entre-temps. À partir du 1er janvier 1992, le film est donc redevenu la propriété de Seda Spettacoli, mais la société italienne ayant fait faillite en 1983, les droits sont automatiquement passés à Dario et Claudio Argento, qui les détiennent dans le monde entier, sauf aux États-Unis d'Amérique. Aux Etats-Unis d'Amérique, en effet, les droits sont toujours détenus par la société américaine Paramount Pictures.
Une version du film en super 8 existe et a été distribuée à la fin des années 1970. Cependant, la qualité est médiocre. D'autres films d'Argento présentant les mêmes caractéristiques, produits sans autorisation, datent de la même époque : L'Oiseau au plumage de cristal, Les Frissons de l'angoisse et Suspiria.